# Лиственничный (посёлок)
Лиственничный (до 2016 года Листвиничный) — упразднённый посёлок в Нижнеингашском районе Красноярского края. Входил в Тиличетский сельсовет. Упразднен в 2021 г.

## География
Находится на расстоянии примерно 84 километра на северо-восток от районного центра поселка Нижний Ингаш у железнодорожной линии Решеты-Карабула (станция Колючий).
Климат
Климат резко континентальный с продолжительной суровой, малоснежной зимой и коротким жарким летом. Среднегодовая температура воздуха составляет 0-5 градусов. На территории района преобладают ветры юго-западного направления. Вегетационный период −146 дней. Среднегодовое количество осадков — около 494 мм, наибольшее количество их выпадает в летний период. Устойчивый снежный покров устанавливается во второй половине октября, а сходит в апреле.

## История
Посёлок основан в конце 40-х годов при строительстве железнодорожной ветки на север района и организованного лагпункта, с годами превратившегося в обычную исправительную колонию. Колония давно закрыта по экономическим причинам (истощение лесных запасов).
Переименован в 2016 году.

## Население
| 1989 | 2002 | 2010 |
| ---- | ---- | ---- |
| 287  | ↘0   | →0   |

В 2002 году постоянное население отсутствовало.